# Kotovsi
Serhiivka  (ucraniano: Сергіївка) es una localidad del Raión de Podilsk en el Óblast de Odesa de Ucrania. Según el censo de 2001, tiene una población de 285 habitantes.